# دانيال زوفاتو
دانيال زوفاتو هو ممثل كوستاريكي ولد في 28 يونيو 1991.

## وصلات خارجية
- دانيال زوفاتو على موقع IMDb (الإنجليزية)
- دانيال زوفاتو على موقع ألو سيني (الفرنسية)
- دانيال زوفاتو على موقع أول موفي (الإنجليزية)
- دانيال زوفاتو على موقع قاعدة بيانات الأفلام السويدية (السويدية)
- دانيال زوفاتو على موقع قاعدة بيانات الفيلم (الإنجليزية)
- دانيال زوفاتو على موقع كينوبويسك (الروسية)